# Il trionfo di Tarzan
Il trionfo di Tarzan (Tarzan Triumphs) è un film del 1943 diretto da Wilhelm Thiele.
Il soggetto è liberamente ispirato alle avventure di Tarzan delle Scimmie, il famoso romanzo di Edgar Rice Burroughs del 1912. Settimo dei dodici della saga di Tarzan interpretati dall'attore Johnny Weissmuller, già primo uomo al mondo a nuotare i 100 metri stile libero sotto il minuto e vincitore di cinque medaglie d'oro olimpiche ai Parigi 1924 e Amsterdam 1928. Ed è il quarto degli otto in cui l'attore bambino Johnny Sheffield compare nel ruolo di "Piccolo" ("Boy"), il figlio adottivo di Tarzan e Jane.
Distribuito dalla RKO Radio Pictures è il primo film di Tarzan prodotto dalla Sol Lesser Productions, che sarà casa produttrice di molte delle pellicole successive.

## Trama
Un gruppo di paracadutisti tedeschi agli ordini di Hitler giunge nel villaggio africano di Palandria (Polandria nella versione originale, chiaro riferimento al paese polacco occupato dai nazisti). Tarzan nel frattempo apprende da una lettera dello scoppio della Seconda guerra mondiale, ma ritiene che l'evento non lo riguardi, fino a quando un paracadutista ferito atterra nei pressi della sua capanna.
Il resto dello squadrone mostra la sua vera faccia, schiavizzando gli abitanti e depredando le risorse locali ma si trova isolato con il resto del mondo in quanto la radio è in possesso del paracadutista ferito. Tarzan comincia a sospettare di lui, dato il suo comportamento cinico e fanatico, ma la scimmia Cheetah più perspicace gli nasconde una bobina, vitale per l'apparecchio. Comincia per i nazisti una lotta senza quartiere con Tarzan per il ripristino della radio, ma l'eroe e le insidie della giungla li sbaraglieranno.
La radio riprende a funzionare ed a Berlino ascoltano un insensato berciare della scimmia Cheetah impadronitasi del microfono. Gli ascoltatori credono che stia parlando il loro Führer cui omaggiano con il famigerato saluto.
Film di propaganda bellica, diretto da un regista austriaco costretto all'esilio. Tarzan rappresenta la forza militare degli Stati Uniti, dapprima neutrale ("isolazionista", lo canzona il militare nazista) quindi impegnati nella campagna d'Europa. Alla violenza disumana nazista, l'eroe e i suoi "alleati" rispondono parimenti, dal marconista lanciato da un dirupo alla squadra divorata dai piranha, dal velivolo distrutto da uno stormo di uccelli al comandante gettato in una fossa dove era caduto un leone. "La vittoria è dei più forti" esulta l'eroe a vendetta compiuta.

## Curiosità
- A dispetto della locazione africana gli autoctoni sono assai simili alle popolazioni amerinde.
- La controparte femminile non è Jane, della quale Tarzan riceva una lettera che lo mette al corrente dell'evento bellico ("...il Mondo è di nuovo in guerra"), bensì Zandra, giovane locale sfuggita ai nazisti.
- Riuscita caricatura di Hitler nella performance finale della scimmia. Nella versione italiana e per un motivo misterioso, la scena si limita ad un fermo immagine dell'animale ritto innanzi al microfono, tipico della postura del dittatore, accompagnato dai suoi versi.

## Film di Tarzan prodotti dalla Sol Lesser Productions
1. Il trionfo di Tarzan (Tarzan Triumphs), regia di Wilhelm Thiele (1943)
2. Tarzan contro i mostri (Tarzan's Desert Mystery), regia di Wilhelm Thiele (1943)
3. Tarzan e le amazzoni (Tarzan and the Amazons), regia di Kurt Neumann (1945)
4. Tarzan e la donna leopardo (Tarzan and the Leopard Woman), regia di Kurt Neumann (1946)
5. Tarzan e i cacciatori bianchi (Tarzan and the Huntress), regia di Kurt Neumann (1947)
6. Tarzan e le sirene (Tarzan and the Mermaids), regia di Robert Florey (1948)
7. Tarzan e la fontana magica (Tarzan's Magic Fountain), regia di Lee Sholem (1949)
8. Tarzan e le schiave (Tarzan and the Slave Girl), regia di Lee Sholem (1950)
9. Tarzan sul sentiero di guerra (Tarzan's Peril), regia di Byron Haskin (1951)
10. La furia di Tarzan (Tarzan's Savage Fury), regia di Cy Endfield (1952)
11. Tarzan e i cacciatori d'avorio (Tarzan and the She-Devil), regia di Kurt Neumann (1953)
12. Tarzan e la giungla proibita (Tarzan's Hidden Jungle), regia di Harold D. Schuster (1955)
13. Tarzan and the Trappers, regia di Charles F. Haas (1958)
14. Tarzan e lo stregone (Tarzan's Fight for Life), regia di H. Bruce Humberstone (1958)